# Dora Heldt: Urlaub mit Papa
Urlaub mit Papa ist eine deutsche Filmkomödie von Mark von Seydlitz aus dem Jahr 2009. Es handelt sich um die erste Verfilmung der Dora Heldt-Reihe. Die einzelnen Filme basieren auf den gleichnamigen Romanen. Der Fernsehfilm wurde erstmals am 15. November 2009 im ZDF-Herzkino gezeigt.

## Handlung
Christine will nach ihrer Scheidung mit ihrer Freundin Dorothea nach Norderney fahren, um Marleen, der Besitzerin einer Pension, dabei zu helfen, diese zu renovieren. Da sich Dagmar einer Operation unterziehen muss, ist Heinz auf sich gestellt und bringt seine Tochter dazu, ihn auch mit nach Norderney zu nehmen.
Auf Norderney ist die Renovierung der Bar in vollem Gange, Heinz und auch sein später hinzukommender Kumpel Kalli versuchen das Kommando zu übernehmen, was der Besitzerin nicht behagt. Zur gleichen Zeit verliebt sich Christine in den Pensionsgast Johann. Der aufdringlich eifersüchtige Lokalreporter Gisbert sieht in ihm jedoch einen Heiratsschwindler und lauert dem Paar heimlich auf. Als Johann jedoch kurzzeitig abreisen muss und um den Betrag von 800 Euro bittet, werden auch die Menschen um Christine misstrauisch. Doch Christine glaubt an die Aufrichtigkeit Johanns. Als schließlich der Personalausweis des vermeintlichen Johann gefunden wird und sein richtiger Name „Sebastian von Ahnen“ sichtbar wird, sieht Christine in ihm und seinem Vater Hubert ein Betrüger-Duo. Doch die Schwester kann alles aufklären: Sebastian wurde auf die Insel gebeten, um Marleen unter die Lupe zu nehmen, da sie bald Hubert heiraten soll. Christine und Sebastian bitten sich gegenseitig um Verzeihung und schließen sich in die Arme.

## Trivia
In der Kneipe sitzt der aus der Sendung Dittsche bekannte Schildkröte alias Franz Jarnach im Hintergrund.

## Hintergrund
Der Film wurde nicht auf Norderney, sondern auf Sylt und in Hamburg gedreht. Die Dreharbeiten dauerten vom 30. Juni bis zum 29. Juli 2009.

## Rezeption

### Einschaltquoten
Die Erstausstrahlung am 15. November 2009 im ZDF wurde von 5,45 Millionen Zuschauern gesehen.

### Kritiken
TV Spielfilm zeigte kommentarlos einen Daumen nach unten. Es gab keinen einzigen von jeweils drei möglichen für Humor, Anspruch, Action, Spannung und Erotik.
Kino.de befand hingegen: „Da hat das ZDF einen guten Griff getan: Mit der Verfilmung des Romans „Urlaub mit Papa“ hätten sich auch andere Sender ohne Frage gern geschmückt. Die Geschichte der frisch geschiedenen Mittdreißigerin, die sich beim Scheidungsurlaub auf Norderney ausgerechnet von ihrem schrecklich besserwisserischen Vater begleiten lassen muss, bescherte Dora Heldt im letzten Jahr den Durchbruch und wurde zum Bestseller. Regisseur Mark von Seydlitz hat den Roman (Drehbuch: Stefani Straka) so munter adaptiert, dass das Resultat auch prima zu Sat.1 gepasst hätte.“